# Tourcelles-Chaumont
Tourcelles-Chaumont é uma comuna francesa na região administrativa de Grande Leste, no departamento das Ardenas. Estende-se por uma área de 4,81 km². Em 2010 a comuna tinha 93 habitantes (densidade: 19,3 hab./km²).